# François Henri
François Henri (* 14. April 1903 in Neuvy (Marne); † 23. Oktober 1980 in Reims) war ein französischer Radrennfahrer.

## Sportliche Laufbahn
Henri war im Straßenradsport aktiv. Von 1928 bis 1934 war er Unabhängiger. 1928 gewann er eine Etappe im Criterium des Aiglons und den Grand Prix du Familistère, 1929 den Grand Prix de Turenne und den Grand Prix Dussart.
Henri bestritt die Tour de France dreimal. 1928 wurde er 34., 1929 kam er nicht ins Ziel und 1931 wurde er 34. im Endklassement.